# Гульд, Гленн
Гленн Херберт Гульд (англ. Glenn Herbert Gould;, 25 сентября 1932, Торонто, Канада — 4 октября 1982, там же) — канадский пианист, органист и композитор.

## Биография
Родители Гульда, Рассел Херберт Гульд и Флоренс Эмма Григ Гульд (внучатая племянница Эдварда Грига), также были музыкантами, с детства поощрявшими музыкальное развитие сына. Первые задокументированные публичные выступления Гульда на церковных мероприятиях в Аксбридже относят к июню 1938 года. В том же году юный исполнитель принял участие в музыкальном конкурсе на Канадской национальной выставке в Торонто и выступил на радио в программе «Today’s Children».

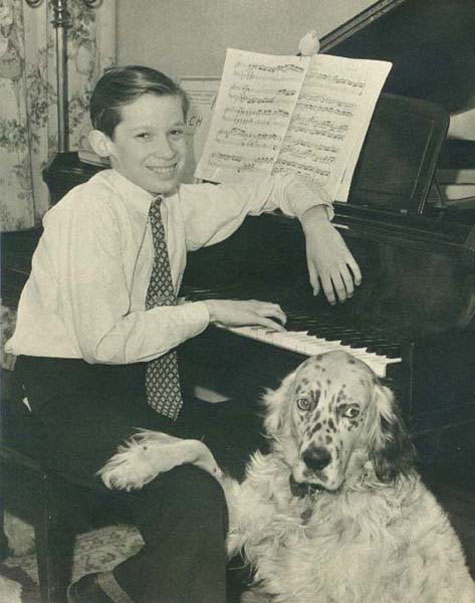
Юный Гленн Гульд в 1940 году

В 10 лет Гульд начал посещать классы Торонтской консерватории, занимаясь у Фредерика Сильвестра (орган). Через год начал занятия с Альберто Герреро (фортепиано). В 1945 году Гульд сдал с отличием дипломный экзамен в консерватории Торонто, после чего впервые выступил перед публикой в качестве органиста, впервые сыграл с оркестром 4-й концерт Бетховена, в 1947 году выступил с первым сольным концертом (в программе — Гайдн, Бах, Бетховен, Шопен и Мендельсон). Вскоре Гульд стал известен во всей Канаде благодаря выступлениям на радио и телевидении. В это же время появились его первые собственные сочинения. Среди них — «Наши подарки» для хора мальчиков и девочек с фортепиано, посвященных «Детскому Красному Кресту по всей Канаде».
В 1955 году Гульд отправился с концертами в США (Вашингтон и Нью-Йорк), и сразу после первых выступлений ему предложила контракт звукозаписывающая компания «Columbia Records». Первая же его запись ― Гольдберг-вариации Баха (1956) ― имела огромный успех как у публики, так и среди профессионального сообщества.
В 1957 году Гульд совершил гастрольную поездку в СССР, став первым североамериканским музыкантом, выступившим в Советском Союзе после окончания Второй мировой войны; на этих концертах звучали произведения Баха и Бетховена, а также много лет до этого не исполнявшиеся в СССР произведения Арнольда Шёнберга и Альбана Берга.
10 апреля 1964 года Гленн Гульд дал в Лос-Анджелесе свой последний концерт, после чего полностью отказался от публичных выступлений, сосредоточившись на студийных записях и выступлениях на радио. Гульд снялся в нескольких документальных фильмах, посвящённых его творчеству, для французского, немецкого и канадского телевидения.

## Смерть
27 сентября 1982 года, всего через два дня после своего 50-летия, Гульд перенёс инсульт, после которого у него парализовало левую сторону тела. Он был госпитализирован в Toronto General Hospital, но его состояние резко ухудшилось.
Четвёртого октября 1982 года у Гульда были подтверждены фатальные повреждения головного мозга, и его отец принял решение отключить Гленна Гульда от аппаратов искусственного жизнеобеспечения.
Гражданская панихида состоялась 15 октября 1982 года в англиканской церкви Святого Павла (St. Paul’s Anglican Church).
Гленн Гульд похоронен на кладбище Маунт-Плезант в Торонто, где позже были похоронены и его родители; на его могиле высечены первые такты Гольдберг-вариаций.

## Творчество
Репертуар Гульда был довольно широк, он охватывал композиторов разных эпох, простираясь до авангардистов начала XX века. В последнем своём концерте наряду с Бахом и Бетховеном он играл Кшенека.
Гульд записал множество фортепианных произведений, в том числе редко исполняемых (ряд фортепианных произведений Сибелиуса, Рихарда Штрауса, Хиндемита). Среди редких произведений в репертуаре Гульда, к примеру, Хроматические вариации Жоржа Бизе, которые Гульд относил к высшим достижениям пианистического искусства XIX века. Высоко оценена сделанная Гульдом полная запись фортепианных произведений Шёнберга.
Однако к некоторым признанным классикам фортепианной музыки Гульд высказывал резко скептическое отношение — в частности, он неоднократно заявлял о своей неприязни к музыке Моцарта и Шопена (хотя в его исполнительском репертуаре они оба присутствовали). Главным композитором для Гульда был Иоганн Себастьян Бах, а одним из важнейших баховских произведений — «Гольдберг-вариации», которые он неоднократно исполнял на протяжении всей жизни (две знаменитые записи «Гольдберг-вариаций» в исполнении Гульда датируются 1955 и 1981 годами). Из композиторов добаховской эры Гульд особенно ценил Орландо Гиббонса, называя его своим любимым автором.
Гленн Гульд обладал выдающейся пианистической техникой, которую исследователи связывают с его особой посадкой. Сам Гульд считал, что очень низкая позиция над инструментом позволяет ему полнее контролировать клавиатуру. Гульд славился чётким туше даже при очень быстрых темпах, особенно в полифонических произведениях. В то же время Гульд был резким противником развлекательно-виртуозного подхода к музыке, понимая музицирование как духовный и интеллектуальный поиск. Возможно, с идеей поиска связана и известная способность Гульда предлагать каждый раз различные трактовки одного и того же музыкального материала.
Кроме записей, Гульд оставил после себя несколько собственных музыкальных сочинений, в том числе сонату для фортепиано, сонату для фагота и фортепиано и струнный квартет; эти сочинения продолжают традиции Шёнберга и Новой венской школы.
Также Гульд обладал писательским даром и сам составлял тексты сопроводительных буклетов ко многим своим записям, проявляя в них своеобразный юмор (в частности, вводя в них разнообразных вымышленных музыкантов).
Гленн Гульд славился своей эксцентричностью. Он, например, имел привычку мычать или напевать себе под нос во время исполнения, создавая определённые сложности звукорежиссёрам своих записей; сам Гульд говорил, что это происходит с ним бессознательно и тем сильнее, чем хуже данный инструмент служит его исполнительским задачам. Гульд отказывался играть иначе как сидя на одном и том же старом стуле, сделанном его отцом (теперь этот стул выставлен в Национальной библиотеке Канады под стеклянным колпаком). Гульд очень боялся простуды и даже в тёплую погоду не снимал пальто и перчаток. Эти и другие странности в характере и поведении Гульда позволили нескольким специалистам (первым это сделал Петер Оствальд) уже после его смерти предположить, что великий пианист страдал нейропсихологическим заболеванием, получившим название синдром Аспергера (при жизни Гульда эта болезнь ещё не была выделена).
Гленн Гульд однажды сказал, что если он может быть любой тональностью, он будет тональностью фа-минор, потому что «она довольно сурова, на полпути между сложной и простой, между прямой и страстной, между серой и очень яркой…»

## Награды и признание

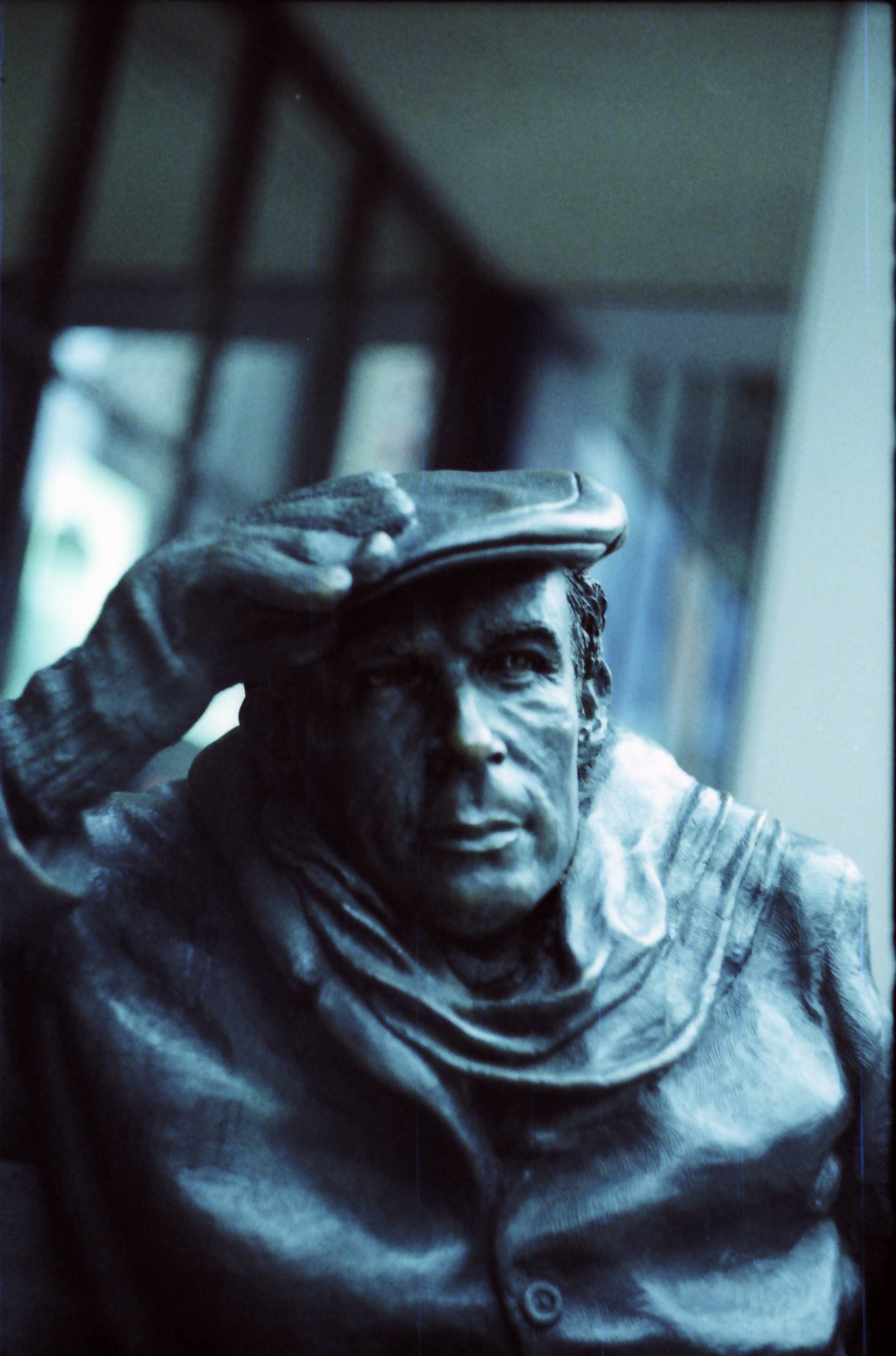
Статуя Гленна Гульда в Торонто

Несмотря на то, что Гульд не любил соревноваться в музыке, он получил много наград до и после своей смерти. В 1983 году он был включён в Канадский музыкальный зал славы. Введён в Зал славы журнала Gramophone.
- В 1983 году в Торонто для того, чтобы почтить Гульда и сохранить память о нём, была основана организация Glenn Gould Foundation. Помимо прочего, эта организация раз в три года вручает престижную премию Гленна Гульда.
- Школа Гленна Гульда (англ. The Glenn Gould School) в Торонто названа в его честь в 1997 году[8].
- Студия Гленна Гульда (англ. Glenn Gould Studio) в Торонто также названа в его честь[9].

Гленн Гульд четырежды был удостоен премии «Грэмми»:
- 1974 — как автор сопроводительного текста к своей записи всех фортепианных сонат Пауля Хиндемита.
- 1983 — его запись «Гольдберг-вариаций» получила две премии «Грэмми» («Лучшее инструментальное исполнение сольным исполнителем без оркестра» и «Лучший классический альбом»).
- 1984 — удостоен премии «Грэмми» «Лучшее инструментальное исполнение сольным исполнителем без оркестра» за исполнение фортепианных сонат Бетховена.

## Фильмы о Г. Гульде
Документальный фильм «Гленн Гульд играет Баха» (1980), в котором Гульд играет «Гольдберг-вариации», рассказывает, отвечает на вопросы. Режиссёр — Брюно Монсенжон.
В 1993 году вышел в прокат фильм о Г. Гульде «Тридцать две истории о Гленне Гульде» (англ. Thirty Two Short Films About Glenn Gould) совместного производства Канады, Финляндии, Нидерландов и Португалии. Режиссёр — Франсуа Жирар (François Girard)
Д/ф «Гленн Гульд. Жизнь после смерти» (2005, Канада — Франция; реж. Б. Монсенжон)
В 2002 году на DVD вышел «Гленн Гульд. Алхимик» (англ. Glenn Gould. The Alchemist), объединивший четыре фильма о Г. Гульде, снятых в 1974 году французским режиссёром Брюно Монсенжоном в его серии фильмов «Дороги музыки» (фр. Chemins de la Musique). Автор фильма ведет беседы с Гленном Гульдом через десять лет после отказа музыканта от концертной деятельности. Гульд излагает свои музыкальные концепции и играет музыку своих любимых композиторов: И. С. Баха, А. Шенберга, О. Гиббонса, У. Берда и других. Действие происходит в студии звукозаписи, где работал Гульд, и зритель имеет уникальную возможность окунуться в атмосферу творческого процесса великого пианиста.